# Pycnonotus tympanistrigus
Pycnonotus tympanistrigus é uma espécie de ave da família Pycnonotidae.
É endémica da Indonésia.
Os seus habitats naturais são: florestas subtropicais ou tropicais húmidas de baixa altitude e regiões subtropicais ou tropicais húmidas de alta altitude.
Está ameaçada por perda de habitat.